# HTC One M8
Le HTC One (M8) est un smartphone tournant sous Android, fabriqué par la marque taïwanaise HTC et commercialisé à partir d'avril 2014. Il se situe sur le segment haut de gamme et constitue le modèle étendard de la marque au moment de sa sortie.
Il présente un écran de 5 pouces en définition Full HD (1 920 × 1 080 px), et est équipé d'un SoC Qualcomm Snapdragon 801. Il tourne à sa sortie sous Android en version KitKat 4.4.2, avec la surcouche HTC Sense 6. Il dispose d'un design tout en métal (coque unibody), une mémoire vive de 2 Go, un système sonore « Boomsound » avec deux haut-parleurs en façade. La différence principale par rapport à son prédécesseur One M7, hormis les avancées techniques, est qu'il dispose de deux capteurs dorsaux pour la photographie. Le capteur principal capture l'image et le second sert à enregistrer des informations sur la profondeur de champ, afin d'apporter des modifications sur la prise de vue a posteriori.
À sa sortie, il est décliné en trois coloris : gris, gris foncé et or. Par la suite d'autres couleurs font leur apparition comme le rouge et le bleu.

## Développement
Bien qu'elle ait été autrefois un fabricant leader de smartphones en termes de parts de marché, HTC a rencontré des difficultés à la suite d'autres fournisseurs tels que Samsung et Apple, en particulier en raison de leur plus large portée marketing. Comme c'était courant au début de l'ère Android, HTC fabriquait un grand nombre de dispositifs exclusifs personnalisés pour plusieurs grands opérateurs de téléphonie mobile aux États-Unis, qui se chargeaient de les commercialiser,. En 2013, HTC a choisi de lancer un seul appareil phare, le HTC One, sur plusieurs opérateurs, et a pris en charge une grande partie de sa commercialisation et de sa promotion. Bien qu'il ait été acclamé par la critique, le lancement du One (malgré le fait qu'il ait été considéré comme le meilleur de l'histoire de l'entreprise par le président de sa division nord-américaine) a été entravé par des problèmes de chaîne d'approvisionnement et a finalement été jugé commercialement infructueux. HTC a continué de perdre des parts de marché, et en octobre 2013, a enregistré sa première perte trimestrielle, attribuée à un mauvais marketing,. En conséquence, HTC prévoyait de « capitaliser sur l'élan » et le succès critique du One pour produire une version mise à jour pour 2014, en développant les concepts introduits par le modèle précédent. L'entreprise prévoyait également de sortir un « spectre beaucoup plus large de produits » en 2014, en mettant davantage l'accent sur le marché des smartphones de milieu de gamme avec des appareils tels que le Desire 816.
Des détails sur un possible successeur du HTC One, surnommé "M8", ont d'abord fuité en novembre 2013. Des photos publiées par un utilisateur du forum chinois Baidu Tieba ont révélé une partie du châssis monocoque qui couvrait également les bords de l'appareil (éliminant le besoin de moulage par injection), et un deuxième trou au-dessus de l'appareil photo à l'arrière de l'appareil, spéculé pour être soit un lecteur d'empreintes digitales, soit un deuxième appareil photo. En décembre 2013, le HTC One Mini a été interdit de vente au Royaume-Uni à la suite d'une poursuite pour contrefaçon de brevet intentée par Nokia. Bien que le HTC One alors actuel ait également été affecté par la décision, son interdiction de vente a été suspendue par la cour en attendant un appel, puisque le juge a indiqué qu'interdire la vente du HTC One aurait un effet négatif sur l'entreprise alors qu'elle préparait un nouveau modèle, qui était censé ne pas enfreindre les brevets, pour une sortie prévue en février ou mars 2014,.
En janvier 2014, Bloomberg News a rapporté que le nouvel appareil aurait un design similaire au modèle précédent, mais avec un écran plus grand d'au moins 5 pouces, et que le téléphone comporterait deux capteurs d'image pour offrir une meilleure mise au point, une profondeur de champ et une qualité d'image améliorées. En février 2014, plusieurs fuites ont eu lieu. La première, par un site web russe sur Twitter, a révélé l'arrière de l'appareil et confirmé les premiers rapports sur son design et son agencement à double caméra, avec un flash bicolore. Une autre fuite par evleaks a révélé une version mise à jour de HTC Sense, conservant l'écran d'accueil BlinkFeed, et montrant des boutons de logiciel à l'écran. En mars 2014, une fuite majeure a eu lieu avec la publication d'une vidéo de démonstration de 12 minutes par un utilisateur de YouTube, détaillant le logiciel HTC Sense 6.0 de l'appareil et son inclusion d'un emplacement pour carte microSD.
En février 2014, HTC a commencé à publier une série de vidéos teaser pour promouvoir un événement de lancement du nouveau HTC One le 25 mars 2014. Chaque vidéo présentait une explication hautement technique d'une fonctionnalité du One original par un ingénieur, une explication simplifiée par une autre personne, suivie par l'ingénieur divulguant des informations censurées sur le nouveau modèle,.

### Dévoilement et sortie
Le nouveau dispositif, officiellement appelé HTC One (M8) ou le nouveau HTC One, a été dévoilé lors d'une conférence de presse le 24 mars 2014, qui s'est tenue simultanément à Londres et à New York. Verizon Wireless a commencé à proposer l'appareil dans certains magasins de détail immédiatement après l'événement. L'appareil était prévu pour une disponibilité en vente au détail étendue en Amérique du Nord le 10 avril, et dans 230 opérateurs dans plus de 100 pays jusqu'à la fin avril,.
Il est disponible en gris, argent et or ambré. Aux États-Unis, le modèle or sera exclusivement proposé par le détaillant Best Buy.

## Accessoires
HTC a créé un étui appelé « Dot View Case » pour le One (M8). La couverture de cet étui à rabat est recouverte d'une grille de trous, ce qui permet de voir l'horloge, la météo, la charge batterie ou les notifications de messages et appels, et même de répondre sans ouvrir l'étui. Elles sont affichées à travers les trous dans un style ressemblant à un écran à matrice de points.